# 莫夕亞卡門車站
莫夕亞卡門車站（西班牙語：Estación de Murcia del Carmen）是西班牙莫夕亞自治區首府莫夕亞的主要火車站，啟用於1863年。
自2022年12月20日起，西班牙高速鐵路系統通過馬德里—黎凡特高速鐵路網為穆爾西亞提供服務。